# Кер (Вар)
Кер (фр. Cuers) насеље је и општина у Француској у региону Прованса-Алпи-Азурна обала, у департману Вар која припада префектури Тулон.
По подацима из 2011. године у општини је живело 10.333 становника, а густина насељености је износила 204,49 становника/km². Општина се простире на површини од 50,53 km². Налази се на средњој надморској висини од 131 метар (максималној 700 m, а минималној 71 m).

## Демографија
| 1962. | 1968. | 1975. | 1982. | 1990. | 1999. | 2011.  |
| ----- | ----- | ----- | ----- | ----- | ----- | ------ |
| 4.665 | 5.107 | 5.453 | 6.571 | 7.027 | 8.174 | 10.333 |

График промене броја становника у току последњих година